# 本鵠沼駅
本鵠沼駅（ほんくげぬまえき）は、神奈川県藤沢市本鵠沼二丁目にある、小田急電鉄江ノ島線の駅。駅番号はOE 14。

## 歴史

### 年表
- 1929年（昭和4年）4月1日：小田急江ノ島線開通時に開設。「直通」の停車駅となる。なお、各停は新宿駅 - 稲田登戸駅（現・向ヶ丘遊園駅）間運行であった。
  - 当時の住所は藤沢町鵠沼堀南3064であった
- 1943年（昭和18年）11月16日：線路供出に伴い、江ノ島線は藤沢駅 - 片瀬江ノ島駅間が単線運行となる。
- 1945年（昭和20年）6月：「直通」廃止。各停が全線運行されることとなり、停車駅となる。
- 1946年（昭和21年）10月1日：江ノ島線藤沢駅 - 当駅間複線復旧。
- 1948年（昭和23年）9月19日：準急新設、停車駅となる。
- 1949年（昭和24年）4月10日：江ノ島線当駅 - 片瀬江ノ島駅間複線復旧。
- 1955年（昭和30年）3月25日：通勤急行新設、停車駅となる。
- 1964年（昭和39年）11月5日：急行の停車駅となる（当時は全列車が停車）。
- 1998年（平成10年）8月22日：一部（10両編成）の急行列車が通過となる[1]。
- 2004年（平成16年）
  - 5月16日：東口改札口新設、使用開始。
  - 11月1日：東口に有料駐輪場開設。
  - 12月11日：一部（6両編成）急行停車開始[2]。
- 2005年（平成17年）5月15日：昼間一時無人化試行始まる。
- 2007年（平成19年）3月31日：本鵠沼1号踏切拡幅工事完成。
- 2018年（平成30年）3月17日：急行停車駅より除外、各停のみ停車となる[3]。

### 駅名の由来
江ノ島電鉄線に「鵠沼駅」があったことから、「本鵠沼」と名付けられた。旧来の「本村」と呼ばれる集落に隣接するためで、「本厚木駅」と同じ発想である。開設準備段階では「鵠沼本町駅」と言う案もあったとされる。その駅名を記した1928年（昭和3年）の道標が2箇所に残っている。

## 駅構造

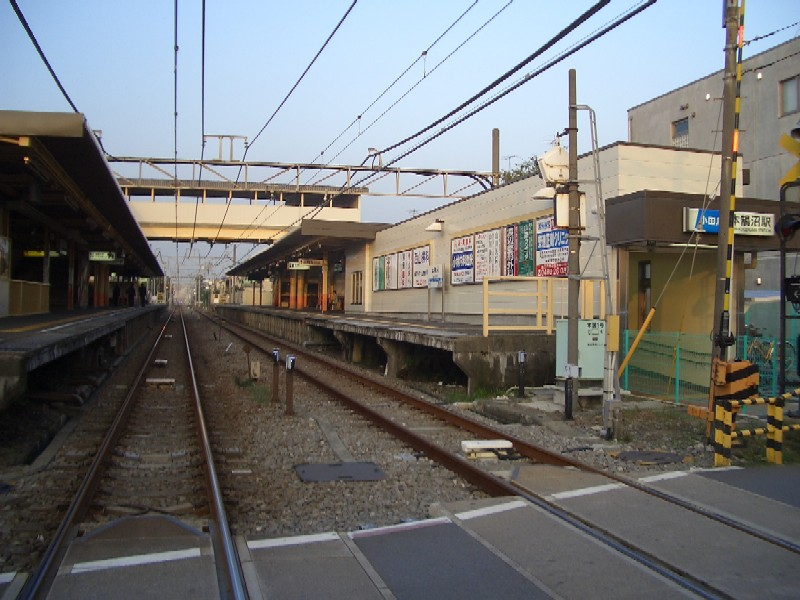
片瀬江ノ島側の踏切よりホームを望む。左が上りホーム、右が下りホーム。（2004年10月26日）

相対式ホーム2面2線を有する地上駅。上下ホームそれぞれに改札口が設置されている他、両ホームを連絡する跨線橋が設置されている。ホーム有効長は6両分である。
2004年（平成17年）5月、下りホームに簡易出入口が新設され、同年11月、有料駐輪場が開設された。下りホームは下車客の割合が圧倒的に多いため、簡易出入口に駅員は配置されておらず、自動券売機も1台のみの設置となっている。また、2007年（平成19年）3月31日、駅に隣接する本鵠沼1号踏切が拡幅され、歩道が確保されたことで、簡易出入口下車客の安全性が増した。時間帯により駅係員無配置となる。駅係員の配置時間は公式サイト「各駅のご案内 本鵠沼駅」を参照。
2012年度（平成24年度）設備投資計画において行先案内表示器新設が盛り込まれた。
急行の停車駅ではあったが、2004年（平成16年）12月のダイヤ改正で平日ダイヤでは当駅へ停車する急行が減少し、2018年（平成30年）3月17日ダイヤ改正に伴い、急行停車駅から除外された。尚、現在は片瀬江ノ島発着の急行自体早朝の上り1本しか設定が無い。

### のりば
| ホーム | 路線     | 方向 | 行先                          |
| ------ | -------- | ---- | ----------------------------- |
| 1      | 江ノ島線 | 下り | 片瀬江ノ島方面                |
| 2      | 江ノ島線 | 上り | 相模大野・新宿・ 千代田線方面 |

## 利用状況
2024年度（令和6年度）の1日平均乗降人員は13,013人である。小田急線全70駅中59位で、江ノ島線内では最も少ない。
近年の1日平均乗降・乗車人員の推移は以下の通り。
| 年度               | 1日平均 乗降人員 | 1日平均 乗車人員 | 出典                |
| ------------------ | ---------------- | ---------------- | ------------------- |
| 1995年（平成07年） |                  | 5,580            | [ 神奈川県統計 1 ]  |
| 1998年（平成10年） |                  | 5,425            | [ 神奈川県統計 2 ]  |
| 1999年（平成11年） | 10,311           | 5,190            | [ 神奈川県統計 3 ]  |
| 2000年（平成12年） | 10,229           | 5,154            | [ 神奈川県統計 3 ]  |
| 2001年（平成13年） | 10,150           | 5,148            | [ 神奈川県統計 4 ]  |
| 2002年（平成14年） | 9,950            | 5,029            | [ 神奈川県統計 5 ]  |
| 2003年（平成15年） | 9,861            | 5,015            | [ 神奈川県統計 6 ]  |
| 2004年（平成16年） | 11,235           | 5,102            | [ 神奈川県統計 7 ]  |
| 2005年（平成17年） | 11,398           | 5,204            | [ 神奈川県統計 8 ]  |
| 2006年（平成18年） | 11,562           | 5,285            | [ 神奈川県統計 9 ]  |
| 2007年（平成19年） | 11,716           | 5,448            | [ 神奈川県統計 10 ] |
| 2008年（平成20年） | 11,691           | 5,494            | [ 神奈川県統計 11 ] |
| 2009年（平成21年） | 11,808           | 5,580            | [ 神奈川県統計 12 ] |
| 2010年（平成22年） | 11,733           | 5,593            | [ 神奈川県統計 13 ] |
| 2011年（平成23年） | 11,629           | 5,567            | [ 神奈川県統計 14 ] |
| 2012年（平成24年） | 11,982           | 5,716            | [ 神奈川県統計 15 ] |
| 2013年（平成25年） | 12,430           | 5,913            | [ 神奈川県統計 16 ] |
| 2014年（平成26年） | 12,218           | 5,913            | [ 神奈川県統計 17 ] |
| 2015年（平成27年） | 12,690           | 6,161            | [ 神奈川県統計 18 ] |
| 2016年（平成28年） | 13,235           | 6,446            | [ 神奈川県統計 19 ] |
| 2017年（平成29年） | 13,632           | 6,651            | [ 神奈川県統計 20 ] |
| 2018年（平成30年） | 13,892           | 6,798            | [ 神奈川県統計 21 ] |
| 2019年（令和元年） | 13,938           | 6,825            | [ 神奈川県統計 22 ] |
| 2020年（令和02年） | 10,766           | 5,303            | [ 神奈川県統計 23 ] |
| 2021年（令和03年） | 11,432           | 5,619            | [ 神奈川県統計 24 ] |
| 2022年（令和04年） | 12,054           |                  |                     |
| 2023年（令和05年） | 12,463           |                  |                     |
| 2024年（令和06年） | 13,013           |                  |                     |

## 駅周辺
- 神奈川県藤沢警察署
- 鵠沼桜が岡郵便局
- 湘南学園中学校・高等学校
- 藤沢市立鵠沼中学校
- 藤沢市立鵠沼小学校
- 藤沢市立鵠洋小学校
- 長久保公園都市緑化植物園

### バス路線
駅前にバス停留所はない。最寄は東口が「上岡」、西口が「原」及び「鵠沼小学校」だが、いずれも500m程の距離がある。
上岡
- 江ノ電バス
  - F5：藤沢駅南口行（郵便局経由） / 高根行

原
- 江ノ電バス
  - F9：藤沢駅北口行（鵠沼小学校経由） / 鵠沼車庫行

鵠沼小学校
- 北方向
  - 江ノ電バス
    - 藤04・藤06・F9：藤沢駅北口行

  - 神奈川中央交通
    - 藤04・藤06：藤沢駅北口行
- 南方向
  - 江ノ電バス
    - 藤04：辻堂団地行
    - F9：鵠沼車庫行

  - 神奈川中央交通
    - 藤04：辻堂団地行
    - 藤06：辻堂駅南口行 ※平日のみ

※1940年代より暫くの間、藤沢駅 - 辻堂駅間を当駅経由で結ぶ江ノ電バス（一時期は神奈川中央交通）路線があった。

## 隣の駅
小田急電鉄
 江ノ島線

■急行（早朝上りのみ）
通過
■各駅停車
藤沢駅 (OE 13) - 本鵠沼駅 (OE 14) - 鵠沼海岸駅 (OE 15)